# Claudette Colvin

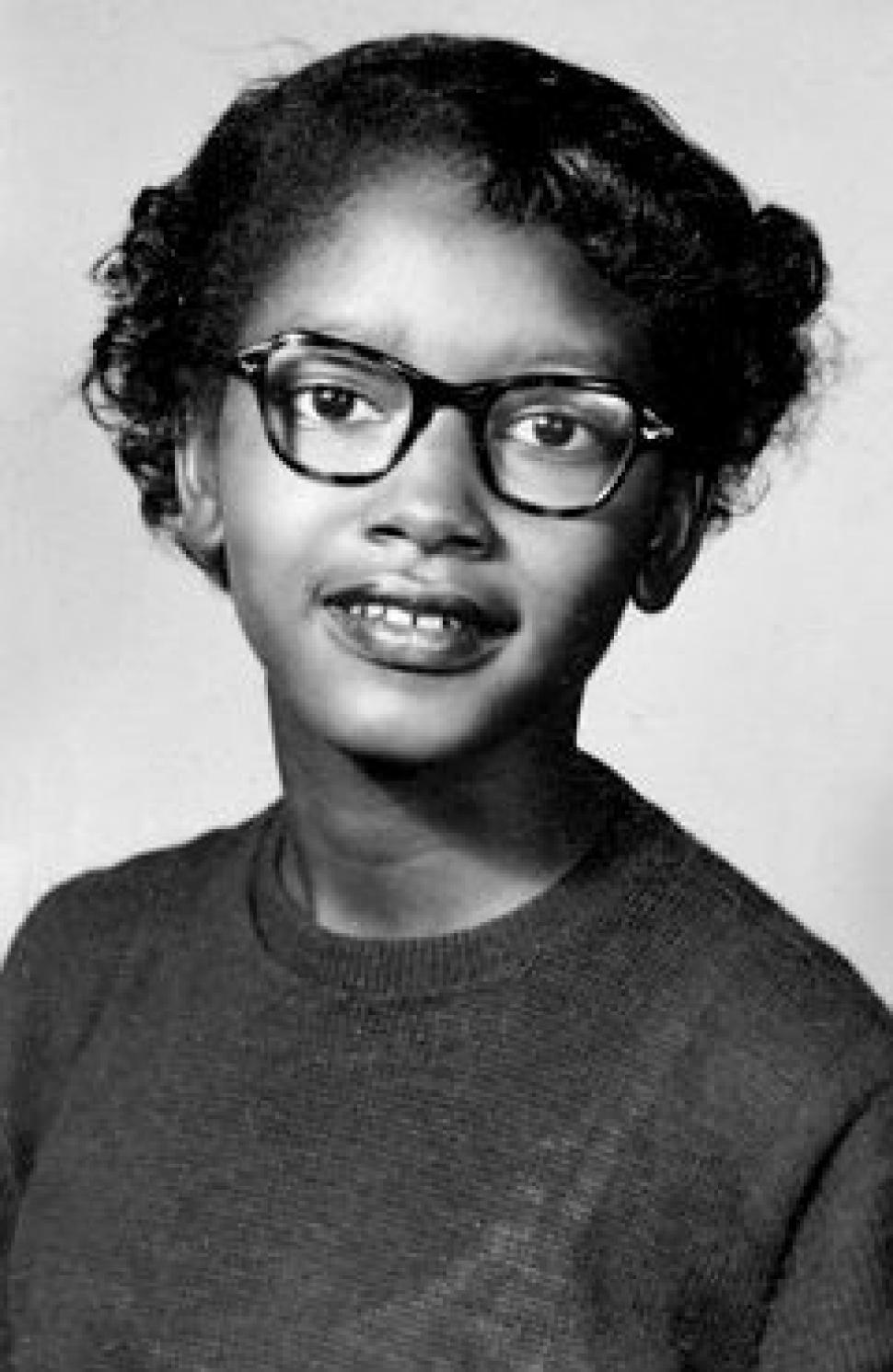
Claudette Colvin in 1953

Claudette Colvin (5 september 1939) is een pionier van de Afro-Amerikaanse burgerrechtenbeweging.
Op 2 maart 1955 was de vijftien jaar oude Claudette de eerste persoon die werd gearresteerd omdat ze in een bus in Montgomery (Alabama) weigerde haar plaats af te staan aan een blank persoon. 
In de staat Alabama gold in die tijd nog een wettelijke rassensegregatie en Afro-Amerikanen dienden achter in de bus plaats te nemen. Dit incident vond zo'n negen maanden eerder plaats dan het meer bekende van Rosa Parks.
De National Association for the Advancement of Colored People besloot haar casus echter niet te gebruiken op basis van de toen populaire respectabiliteitspolitiek. Colvin was jong, ongehuwd en bleek kort na het incident zwanger te zijn. Zoals ze in latere interviews zou zeggen, werd Colvin gemeld dat " ze geen zwangere tiener wilden gebruiken, omdat het controversieel zou zijn en dat mensen dan meer zouden spreken over de zwangerschap dan de busboycott."